# Psectrocladius unifilis
Psectrocladius unifilis är en tvåvingeart som beskrevs av Jean-Jacques Kieffer 1924. Psectrocladius unifilis ingår i släktet Psectrocladius och familjen fjädermyggor. Inga underarter finns listade i Catalogue of Life.